# Associazione Calcio Belluno 1905
L'Associazione Calcio Belluno 1905 S.S.D. (nota semplicemente come Belluno) è stata una società calcistica italiana con sede nella città di Belluno. 
Fondato nel 1930 seppur richiamandosi a un ideale arrivo del calcio in città nel 1905, ha ottenuto come risultato più prestigioso la partecipazione a nove stagioni della Serie C, terzo livello calcistico italiano.
Al termine della stagione 2020-2021 il club si è fuso con le altre due società bellunesi di Serie D (Union Feltre e Union San Giorgio Sedico) dando vita alla Dolomiti Bellunesi.

## Storia

### Dalla nascita agli anni sessanta
L'Associazione Calcio Belluno ricordava come nel 1905 venne creato in città il club Olimpia, non partecipante ad alcun campionato ufficiale, mentre nel 1922 si affiliò al Comitato Regionale Veneto della FIGC la S.S. Bellunese Excelsior.
Da qui fino agli anni quaranta, la società gialloblù ha vissuto un periodo caratterizzato da una forte discontinuità nella sua attività professionistica contrassegnata dal cambio di cinque denominazioni e mancando l'iscrizione al campionato per dieci stagioni in nemmeno vent'anni.
Nel 1939, il sodalizio rinacque per l'ennesima volta come Associazione Sportiva Belluno, durando per mezzo secolo fino al 1997, quando il club gialloblù fece l'ultimo cambio societario della sua storia.
L'A.S. Belluno scalò rapidamente la piramide del calcio regionale vincendo dapprima la Prima Divisione e conquistando la prima partecipazione della sua storia alla Serie C già nel 1940, poi, dopo il conflitto della Seconda Guerra Mondiale il Belluno disputò altri tre campionati in Serie C prima di retrocedere e vivere nel periodo tra gli anni cinquanta e gli anni sessanta, mai sopra la IV Serie, dove si confrontò per tre stagioni con la Mestrina, poi vincitrice del campionato 1954-1955 e promossa in Serie C. Nel periodo fra gli anni cinquanta e sessanta la guida tecnica della squadra gialloblù fu retta, fra gli altri, da Umberto Menti, Felice Arienti, Amedeo Biavati, Bruno Quaresima, Edmondo Bonansea e Gino Costenaro.

### Dagli anni sessanta agli anni duemila
Nel 1961, il Belluno retrocesse in Prima Categoria, passando oltre un lustro tra i confini regionali da cui uscì al termine della stagione 1966-1967, con la presidenza del cavalier De Bona e Marcello Vecchiet allenatore, dopo aver battuto il Caorle nello spareggio per la prima e unica posizione valida per la promozione in Serie D. La drammatica sfida fu giocata il 4 giugno 1967, a Conegliano, e decisa per sorteggio (lancio della "monetina") dopo che la partita era terminata a reti inviolate e la successiva serie di cinque rigori sul 3 a 3.

Una formazione bellunese della stagione 1973-1974, negli ultimi anni di stabile militanza in Serie C, massima categoria raggiunta dal club.

Dal 1967 al 1971, i gialloblù sotto la presidenza di Franco Buzzatti seguita poi da Bortolo Caneve, Manilo Losso, Francesco Sommavilla e dalla commissione straordinaria del sindaco della città, Giuseppe Viel e la guida tecnica di Eros Beraldo e successivamente di Sergio Realini affrontarono nuovamente il Mestre per tre stagioni. Al termine del campionato 1970-1971 le frecce nere conquistarono il primo posto in campionato ottenendo la promozione in Serie C e l'inedita sfida con il Venezia ove la prima visita del Belluno allo Stadio Pier Luigi Penzo risalì al dicembre del 1971 i bellunesi uscirono sconfitti dal Penzo per 3-0 e da allora sono state otto le visite dei gialloblù a Sant'Elena con nessuna vittoria all'attivo.
Nelle stagioni successive il Belluno incontra il Venezia per altri cinque campionati di Serie C e un ultimo di Serie D, nel 1978, quando poi la società cadde nell'anonimato dei tornei regionali dilettantistici.
Dal 1978 e fino al 1990, i gialloblù disputarono tornei alterni tra Promozione e Prima Categoria, salvo una breve parentesi nel Campionato Interregionale nella stagione 1981-1982 sotto la guida tecnica di Francesco Canella, ex calciatore gialloblù nelle stagioni dal 1969 al 1973, e la presidenza di Settimo Merotto.
Solo nel 1990, il Belluno, guidato dal presidente Paolo Stragà e dall'esordiente tecnico Antonio Tormen, tornò nel massimo torneo interregionale ma l'esperienza durò appena due anni per poi retrocedere nuovamente nel 1992, malgrado l'eccellente girone di ritorno condotto dagli uomini dell'allenatore Pasquale Fanesi. Successivamente, fino agli anni 2000 i gialloblù disputarono tornei altalenanti viaggiando tra Eccellenza, Promozione e Prima Categoria Veneta.

### Terzo millennio
Dal 2000 al 2003 i bellunesi disputarono per tre stagioni consecutive la Serie D ove nella stagione 2002-2003 vincendo il girone C della Serie D venne promosso in Serie C2 dove la permanenza durò appena due stagioni per poi retrocedere di nuovo tra i dilettanti sotto la presidenza di Carlo Zanella e Pierluigi Tomasella e allenatori come Antonio Tormen, Maurizio Seno e Gianni Bortoletto.
Il Belluno disputa il campionato di Serie D con discreti risultati militandoci dalla stagione 2005-2006, allenato da Antonio Andreucci, Daniele Pasa, Roberto Raschi e Roberto Vecchiato.
A partire dalla stagione di Serie D 2014-2015, la società assume denominazione S.S.D. Ital-Lenti Associazione Calcio Belluno 1905 grazie a un accordo di sponsorizzazione con l'omonima azienda, produttrice di lenti da vista per occhiali. Il 12 giugno 2015 viene nominato presidente Gianpiero Perissinotto, il quale subentra a Livio Gallio.
Il 27 febbraio 2018, il C.d.A. delibera il cambio della denominazione sociale in Associazione Calcio Belluno 1905 Società Sportiva Dilettantistica. Nonostante ciò, prosegue il sodalizio con Ital-Lenti fino al 2018, quando la società decise di tornare ufficialmente al vecchio nome.
Al termine della stagione 2020-2021, terminata con un nono posto, la società si fonde con altre due realtà calcistiche della provincia di Belluno - l'Union Feltre e l'Union S. Giorgio Sedico - dando vita alla Dolomiti Bellunesi.

## Strutture

### Stadio
Il Belluno gioca le sue partite casalinghe allo Stadio Polisportivo comunale di Piazzale della Resistenza, che presenta le seguenti caratteristiche:
- Capienza totale: 1747 posti (962 in tribuna centrale, 785 in tribuna est)
- fondo: erba
- copertura: Tribune coperte

L'impianto venne inaugurato il 9 dicembre 1956 con un'amichevole fra i gialloblu e l'Udinese la quale si impose con il risultato di 4-0.

## Allenatori e presidenti
| Allenatori 1936-1939 Laszlo Boasch 1939-1941 Italo Breviglieri 1945-1946 Pietro Badi 1946-1948 Umberto Menti 1948-1949 Mario Formenton 1949-1951 ... 1951-1952 Enrico Colombari 1952-1953 Bruno Pellegrinet 1953-1954 Felice Arienti 1954-1955 Amedeo Biavati 1955-1956 Bruno Quaresima 1956-1957 Edmondo Bonansea 1957-1958 Gino Costenaro 1958-1959 Ettore Trevisan 1959-1960 Ricciotti Giorgi 1960-1961 Bruno Quaresima 1961-1962 Sergio Realini 1962-1964 Edmondo Bonansea 1964-1965 Isaia Petrin 1965-1966 Isaia Petrin, poi Marcello Vecchiet 1966-1967 Marcello Vecchiet 1967-1968 Marcello Vecchiet , poi Renzo Cavallina 1968-1975 Eros Beraldo 1975-1976 Sergio Realini 1976-1977 Danilo Perli 1977-1978 Antonio Pin , poi, dalla 16ª giornata Giovanni Bubacco 1978-1979 Alfredo Bui, poi Enea Moruzzi 1979-1981 Narciso Soldan 1981-1982 Francesco Canella 1982-1983 Roberto Anzolin , poi, dalla 7ª giornata Sergio Nadal 1983-1984 Claudio Da Frè, poi, dalla 5ª giornata Eraldo Mancin 1984-1985 Silvano Colusso 1985-1986 Alfredo Bui, poi Aldo Cerantola 1986-1987 Erminio Bolzan, poi Osvaldo Pavoni 1987-1989 Antonio "Toni" Conte 1989-1991 Antonio Tormen 1991-1992 Pasquale Fanesi 1992-1993 Roberto Pavan, poi Antonio "Toni" Conte 1993-1995 Gianfranco Borgato 1995-1996 Gabriele Spada, poi Angelo D'Arrigo, poi Eros Prest, poi Tiziano Gamba, poi Angelo Perina, poi Elvio Galli 1996-1997 Roberto Pauletti, poi Silvano Sommacal, poi Ezio Meneghin 1997-1998 Ezio Meneghin 1998-1999 Gianfranco Borgato 1999-2000 Paolo Marin 2000-2001 Giovanni Colella, poi dalla 24ª Fabiano Speggiorin 2001-2002 Fabiano Speggiorin , poi Antonio Tormen 2002-2003 Antonio Tormen 2003-2004 Antonio Tormen, poi Maurizio Seno 2004-2005 Maurizio Seno, poi Gianni Bortoletto 2005-2007 Daniele Pasa 2007-2009 Antonio Andreucci 2009-2010 Gianfranco Borgato, poi dalla 18ª Renzo Groppello 2010-2011 Antonio Tormen, poi dalla 16ª Roberto Raschi 2011-2013 Roberto Raschi 2013-2017 Roberto Vecchiato 2017-2018 Michele Baldi, dalla 30ª Ivan Da Riz 2018-2019 Roberto Vecchiato, dalla 33ª Diego Zanin 2019-2020 Stefano De Agostini , dalla 20ª Diego Zanin 2020-2021 Renato Lauria | Presidenti - 1905-1909 Siro Farina - 1909-1910 Gino Giglio - 1911 Gino Collarini - 1912-1914 Odoardo Masini Plinio - 1920-1922 Umberto Baratella - 1923-1926 Ernesto Montalban - 1926-1940 ... - 1940-1942 Domenico Bristot - 1942-1945 ... - 1945-1947 Ostilio Aggio - 1947-1949 Emanuele Gava - 1949-1957 ... - 1957-1960 Dino Chinaglia - 1960-1961 Federico Caldart - 1961-1966 ... - 1966-1968 Pietro De Bona - 1968-1972 Franco Buzzatti - 1972-1973 Bortolo Caneve - 1973-1974 Manlio Losso - 1974-1975 Francesco Sommavilla e Attilio Bandiera (A.D.) - 1975-1977 Giuseppe Viel (Commissario delegato) - 1977-1978 Alfredo Giotto - 1978-1980 Mario Bino - 1980-1985 Settimo Merotto - 1985-1996 Paolo Stragà - 1996-1997 Giovanni Lussato - 1997-2000 Franco Vicentini - 2000-2001 Carlo Zanella - 2001-2002 Renzo Savasta - 2002-2003 Mario Pavanello - 2003-2004 Carlo Zanella, poi Pierluigi Tomasella - 2004-2005 Pierluigi Tomasella - 2005-2007 Giorgio Balzan - 2007-2009 Leonardo Marcon - 2009-2011 Sergio Barzon - 2011-2013 Sergio Carbonari - 2013-2015 Livio Gallio - 2015-2017 Gianpiero Perissinotto - 2017-2021 dr. Alberto Lazzari |

## Palmarès

### Competizioni interregionali
- IV Serie: 1

1956-1957 (girone D)
- Serie D: 2

1970-1971 (girone C), 2002-2003 (girone C)

### Competizioni regionali
- Prima Divisione: 1

1949-1950 (girone B)
- Promozione: 1

1989-1990 (girone C)
- Prima Categoria: 2

1966-1967 (girone B), 1997-1998 (girone H)
- Quarta Divisione: 1

1924-1925 (girone E)

## Statistiche e record

### Partecipazioni ai campionati
| Livello | Categoria                                   | Partecipazioni | Debutto   | Ultima stagione | Totale |
| ------- | ------------------------------------------- | -------------- | --------- | --------------- | ------ |
| 3º      | Serie C                                     | 9              | 1940-1941 | 1975-1976       | 9      |
| 4º      | Promozione                                  | 3              | 1948-1949 | 1951-1952       | 27     |
| 4º      | IV Serie                                    | 5              | 1952-1953 | 1956-1957       | 27     |
| 4º      | Campionato Interregionale - Prima Categoria | 1              | 1957-1958 | 1957-1958       | 27     |
| 4º      | Campionato Interregionale                   | 1              | 1958-1959 | 1958-1959       | 27     |
| 4º      | Serie D                                     | 15             | 1959-1960 | 2020-2021       | 27     |
| 4º      | Serie C2                                    | 2              | 2003-2004 | 2004-2005       | 27     |
| 5º      | Campionato Interregionale                   | 3              | 1981-1982 | 1991-1992       | 15     |
| 5º      | Serie D                                     | 12             | 2000-2001 | 2013-2014       | 15     |

In 43 stagioni sportive dall'esordio a livello nazionale in Serie C, compresi 2 tornei di Serie C2. Vanno aggiunte 24 stagioni nelle quali il Belluno ha partecipato ai tornei di I livello e 10 stagioni nel II livello regionale del Veneto.
Il Belluno, nel corso della sua storia ha subito moltissime variazioni societarie, che hanno portato, spesso anche nel giro di pochissimi anni, a diversi sostanziali "ribaltoni" e fallimenti che hanno conseguentemente portato a variazioni anche nella denominazione sociale. I colori sociali giallo-blu sono stati adottati dal 1929 quando è stato costituito il sodalizio.
A partire dalla prima Olimpia del 1908, il Belluno ha conosciuto molte delle principali denominazioni comuni tra le principali società calcistiche: da Società Sportiva, passando per Unione Sportiva, arrivando fino ad Associazione Calcio usato oggi.

## Tifoseria

### Storia
Il principale gruppo ultras della squadra gialloblù è l'Ultras Vecchia Guardia 2005 che hanno lo slogan "Ultras perché amo la mia città"; questo gruppo è nato dalla fusione avvenuta nell'estate del 2010 tra Ultras Belluno 2005 e la Vecchia Guardia; si posiziona nel settore sud della Gradinata Est.
Il primo gruppo organizzato di tifosi del Belluno, il Belluno Club, venne fondato nel corso della stagione di Serie D 1970-1971. Alla vigilia del campionato di Serie C 1971-1972 il club assunse la denominazione Belluno Club Grifoni, e arrivò a vantare numerose sezioni sparse in tutto il territorio provinciale. Successivamente, per divergenze sorte fra i responsabili del club, nacque un nuovo gruppo di tifosi, il Belluno Club Mammouth che operò parallelamente insieme con il gruppo dei Grifoni fino a metà degli anni '70, quando i primi cessarono di esistere a seguito della retrocessione della squadra in Serie D. Con alterne fortune, legandosi anche ad altre realtà sportive bellunesi, i Mammouth furono attivi fino ai primi anni '90. 
Nella stagione di Serie D 2023-2024 viene fondato il gruppo ultras Brigate Destra Piave, rimasto attaccato ai simboli e colori sociali del A.C. Belluno 1905, non essendo favorevoli al cambio di colori da parte del club dopo l’unione delle società.